# L'Effet papillon 3
Pour les articles homonymes, voir Butterfly et Effet papillon (homonymie).
Série
L'Effet papillon 2
(2006)
Pour plus de détails, voir Fiche technique et Distribution.
L'Effet papillon 3 (The Butterfly Effect 3: Revelations) est un film américain réalisé par Seth Grossman sorti en 2009. Il est diffusé directement en vidéo dans la plupart des pays dont les États-Unis. 

## Synopsis
À Détroit, Sam Reide (Chris Carmack) a été le témoin du meurtre d'une femme, il se réveille dans une baignoire remplie de glace. Sam peut voyager dans le temps, n’importe quand et n’importe où. En tant que voyant, il utilise ses pouvoirs pour aider la police à arrêter des criminels. Sam prend soin de sa sœur, qui quitte rarement son appartement.
La nuit, Elizabeth (Sarah Habel), la sœur de Rebecca (Mia Serafino), la petite amie de Sam qui a été assassinée, le rencontre dans son appartement. Elle lui demande de l’aider à trouver la vérité sur ce meurtre.  Elle pense que les détectives n’ont pas résolu l’affaire, et que l’homme accusé du meurtre est innocent. Sam refuse et consulte Goldburg (Kevin Yon), qui lui rappelle les règles, et qu'il ne peut pas changer son passé ; s’il le fait, des événements terribles peuvent se produire : lorsqu’il est retourné dans le passé pour sauver sa sœur d’un incendie, ce qu'il a réussi à faire, ce sont ses parents qui sont morts.
La barmaid Vicki (Melissa Jones) séduit Sam, et ils font l’amour. Sam s’arrête lorsqu’il voit la photo de Rebecca. Il change alors d’avis et décide d’aider Elizabeth. Il essaye d’aider Lonnie, l’homme condamné à mort pour la mort de Rebecca, sans voyager dans le temps, mais Lonnie refuse en croyant que Sam est le meurtrier. Sam, frustré, voyage jusqu’à la nuit du meurtre, en juin 1998. Il trouve Elizabeth et il lui demande d’entrer dans sa voiture. Il monte dans la chambre de Rebecca mais il la trouve déjà morte. Ensuite, Elizabeth est attaquée par un individu assis sur le siège arrière, qui la tue avec une scie.
Lorsque Sam retourne dans le présent, tout a changé, il ne travaille plus dans la police. Il est devenu un suspect pour le meurtre de Rebecca. Lonnie est devenu avocat, et il a été témoin de la conversation que Sam, en 1998, avait eu avec Elizabeth. Sam va voir Goldburg, ce dernier lui propose d’aller au moment où le troisième meurtre a été commis, et d’essayer de découvrir l’identité du meurtrier sans changer le passé. Sam rend visite à sa sœur mais elle refuse de l’aider.
Sam voyage jusqu’en septembre 2000, et entre à l’appartement d’Anita Barnes (Chantel Giacalone), la troisième victime. Elle est attaquée par un homme qui essaye de la violer ; en fait, il s’agit de son ami qui essaye de réaliser le fantasme de la fille. Sam retourne dans le présent, découvre que Goldburg a disparu et que Lonnie était la troisième victime, alors que Barnes est toujours en vie. Jenna suspecte son frère d’être le meurtrier. Sam rencontre Vicki dans le bar, mais à présent elle a un ami. Peu de temps après, elle est attaquée par un tueur en série, puis son corps est retrouvé par la police. Sam est arrêté, mais comme il n’y a pas de preuve solide, il est relâché. Il retourne en septembre 2004, en utilisant le cahier qu’il a volé dans la salle d’interrogatoire.
De retour dans le présent, il est dans la chambre de sa sœur qui se rend à son travail. Sam retourne à l’endroit où Vicki a été tuée mais il est arrêté par la police. Il convainc le détective Glenn de le libérer. Il retourne dans le passé et trouve Goldburg sévèrement blessé. Le pied de Sam est pris dans un piège ; le tueur s’approche de Sam et enlève son masque, et à sa surprise il reconnait... Jenna, qui peut aussi voyager dans le temps. Elle ressent un amour incestueux pour son frère, et a tué toutes les femmes supposées être ses petites amies. Sam voyage alors jusqu’au moment où a eu lieu l’incendie, et au lieu de sauver Jenna, il la piège dans sa chambre. Plus tard, Sam se trouve dans une voiture avec Elizabeth et Jenna, sa petite fille (Alexis Sturr). Le film se termine avec Jenna (la fille) qui, tout en souriant, place une poupée Barbie sur une grille de cuisson.

## Fiche technique
- Titre original : The Butterfly Effect 3: Revelations
- Titre français : L'Effet papillon 3
- Réalisation : Seth Grossman
- Scénario : Holly Brix
- Musique : Ádám Balázs
- Décors : Patrick Banister
- Costumes : Roemehl Hawkins
- Photographie : Dan Stoloff
- Son : Robert Hunter, Bill Sheppard, James Fonnyadt
- Montage : Ed Marx
- Production : A.J. Dix et J.C. Spink

Production déléguée : Stephanie Caleb, Laura Ivey, Rob Merilees, Ross Mrazek, Warren Nimchuck, Benjamin Rappaport et Courtney Solomon
Production associée : Lucy Mukerjee et Scott Watson
Coproduction : Brendan Ferguson
- Sociétés de production[1] : BenderSpink, FilmEngine et After Dark Films
- Société de distribution : After Dark Films / Lionsgate Home Entertainment (États-Unis), Focus Features International (monde)
- Budget : n/a
- Pays de production :  États-Unis
- Langue originale : anglais
- Format[2] : couleur - 35 mm - 2,35:1 (Cinémascope) - son Dolby Digital
- Genre : Drame, science-fiction et thriller
- Durée : 90 minutes / 105 minutes (Marché Européen du Film - Allemagne)
- Dates de sortie[3] :
  - États-Unis : 9 janvier 2009 (After Dark Horrorfest) ; 31 mars 2009 (sortie directement en DVD)
  - France : 7 septembre 2010 (sortie directement en DVD et Blu-ray)[4]
- Classification[5] :
  -  États-Unis : Interdit aux moins de 17 ans (certificat #44914) (R – Restricted) [Note 1].
  -  France : Interdit aux moins de 12 ans

## Distribution
- Chris Carmack (VQ : Daniel Roy) : Sam Reide
- Rachel Miner (VQ : Catherine Bonneau) : Jenna Reide
- Melissa Jones (VQ : Pascale Montreuil) : Vicky
- Kevin Yon : Harry Goldburg
- Lynch Travis (VQ : Guy Nadon) : Détective Dan Glenn
- Sarah Habel (VF : Jessica Monceau ; VQ : Annie Girard) : Elizabeth Brown
- Mia Serafino (VQ : Mélanie Laberge) : Rebecca Brown
- Hugh Maguire (VF : Philippe Peythieu ; VQ : Pierre Auger) : l'inspecteur Jake Nicholas
- Richard Wilkinson (VF : Fabien Jacquelin ; VQ : Tristan Harvey) : Lonnie Flennons
- Chantel Giacalone (VF : Geneviève Doang) : Anita Barnes
- Michael D. Ellison : le petit-ami d'Anita
- Ulysses Hernandez : Paco

Source et légende : Version française (VF) sur RS Doublage et Version québécoise (VQ) sur Doublage QC

## Production
Le film est tourné au Michigan et s'est achevé en octobre 2008.

## Éditions en vidéo
L'Effet papillon 3 est sorti en DVD et Blu-ray le 7 septembre 2010,.